# کتی راش
کتی راش (انگلیسی: Cathy Rush؛ زادهٔ ۷ آوریل ۱۹۴۷) سرمربی (بسکتبال)، و بازیکن بسکتبال اهل ایالات متحده آمریکا است.